# Phân tích hệ thống
Từ điển Merriam-Webster 1 định nghĩa phân tích hệ thống (tiếng Anh: system analysis) là "quá trình nghiên cứu một thủ tục hoặc kinh doanh để xác định mục tiêu và mục đích của nó và tạo ra các hệ thống và thủ tục để đạt được chúng một cách hiệu quả hơn". Một quan điểm khác xem phân tích hệ thống như một kỹ thuật giải quyết vấn đề để chia nhỏ hệ thống thành nhiều thành phần con nhằm mục đích nghiên cứu cách các thành phần này hoạt động và tương tác với nhau như thế nào để đạt được mục đích của chúng. Phân tích và tổng hợp, như các phương pháp khoa học, luôn đi đôi với nhau; chúng bổ sung cho nhau. Mỗi tổng hợp được xây dựng dựa trên các kết quả của phân tích trước đó, và mỗi phân tích đòi hỏi một tổng hợp kế tiếp để xác minh và sửa kết quả của nó.
Lĩnh vực phân tích hệ thống có liên quan chặt chẽ đến phân tích yêu cầu hay với vận trù học. Nó cũng "là một cuộc điều tra chính thức rõ ràng được thực hiện để giúp người ra quyết định xác định một lộ trình hành động tốt hơn và đưa ra quyết định tốt hơn những gì mà anh ta/cô ta có thể làm."

## Ấn phẩm tiêu biểu
- Bentley, Lonnie D., Kevin C. Dittman, và Jeffrey L. Whitten. System analysis and design methods. (1986, 1997, 2004).
- Hawryszkiewycz, Igor T. Introduction to system analysis and design. Prentice Hall PTR, 1994.
- Whitten, Jeffery L., Lonnie D. Bentley, và Kevin C. Dittman. Fundamentals of system analysis and design methods. (2004).